# Ana Lelas
Ana Lelas (Spalato, 2 aprile 1983) è un'ex cestista croata.
Alta 183 cm, giocava come ala.

## Carriera
Con la Croazia ha disputato i Giochi olimpici di Londra 2012 e tre edizioni dei Campionati europei (2007, 2011, 2013).